# California Science Center
Le California Science Center est un musée scientifique fondé en 1951 et situé dans Exposition Park, à Los Angeles. Il est financé par des fonds publics et privés (la California Science Center Foundation). 
Il a été choisi pour recevoir la navette spatiale Endeavour. L'orbiteur de 85 tonnes arrive dans ce musée abritant plusieurs aéronefs le vendredi 21 septembre 2012 .
Entre mars 2018 et janvier 2019, il a hébergé l'exposition « Toutânkhamon, le trésor du pharaon » accueillant plus de 700 000 spectateurs.